# Sälsklinten
Sälsklinten este o arie protejată (arie specială de conservare — SAC, sit de importanță comunitară — SCI) din Suedia întinsă pe o suprafață de 106 ha, integral pe uscat.

## Localizare
Centrul sitului Sälsklinten este situat la coordonatele 60°22′38″N 14°25′52″E / 60.3773°N 14.431°E.

## Înființare
Situl Sälsklinten a fost declarat sit de importanță comunitară în aprilie 2004 pentru a proteja un număr necunoscut de specii din flora spontană și fauna sălbatică aflate în arealul zonei. Situl a fost protejat și ca arie specială de conservare în martie 2011.

## Biodiversitate
Situată în ecoregiunea boreală, aria protejată conține 2 habitate naturale: Mlaștini împădurite, Taiga vestică.
La baza desemnării sitului se află un număr nedeclarat de specii protejate.